# 世界自然保護基金
世界自然保護基金（せかいしぜんほごききん、英:World Wide Fund for Nature、略称:WWF）は、世界最大規模の自然環境保護団体である国際NGO。1986年まではWorld Wildlife Fundとして活動し、略称もここからとられている。現在、WWFインターナショナルのホームページでは活動方針として、生物多様性を維持しつつエコロジカル・フットプリントを減らし、総じて地球一個分の暮らしを目標とすることを掲げている。ホームページでは基本的に科学的情報を基準（サイエンスベース）とする活動方針を示している。具体的な活動分野は気候変動、森林保全、海洋保全、水産物管理、綿花や砂糖などの農産物、水など多岐にわたり、人間の持続可能な環境づくりが活動の中心になっている。
WWFは巨大な組織と資金源を有する団体であり、その科学的信頼性や活動の有効性・主張の政治性や資金の使途等に対しては後述の通り、多くの批判がある。

## 概要
WWF創設のきっかけは、ジュリアン・ハクスリーが『オブザーバー』紙にアフリカの野生動物の危機的状況を報告した記事である。これを受けて、アフリカの野生生物を危機から救うために、1961年9月11日に、鳥類学者のマックス・ニコルソン、後にWWFのロゴを提案した鳥類学者のピーター・スコット、実業家のビクター・ストーラン、アマチュア鳥類学者のガイ・マウントフォート、オランダ王配ベルンハルトらによって、自然保護のための資金を集める国際組織として世界野生生物基金（World Wildlife Fund：WWF）がスイスに設立された。名称は1986年に世界野生生物基金 (World Wildlife Fund) から世界自然保護基金 (World Wide Fund for Nature) に改められたが、略称はWWFのまま用いられることになった。
当初は国際自然保護連合 (IUCN) の資金調達の目的のための補完的な機関として設立されたため、「WWFインターナショナル」の本部事務局は1970年代後半までスイスのIUCN本部と同じビルに置かれ、一般の行政サービスもしばらく共有していた。資金調達のためのキャンペーンが成功するにつれ、WWF独自の方向に活動の幅を広げていった。
スイスのWWFインターナショナルを中心として、各国の事務局（ナショナル・アピール）は「WWFネットワーク」の一員となっている。ネットワークでも突出した存在なのがEUの政策や活動に影響力を持つ「WWFブリュッセル事務局」と、世界銀行などの国際機構に影響力を持つ「WWFワシントン事務局」である。
WWFは各国の環境保護団体等とも連携しながら、後述するさまざまな活動を行っている。WWFの2004年度総支出は約470億円で58%が自然保護活動に充てられており、総収入は約526億円で個人による寄付が43%を占めている。

### 日本の支部組織
日本では1968年に東京動物園協会の古賀忠道理事長らを中心として「野生生物保護基金日本委員会」(WFJC) が設立、1971年9月22日に世界自然保護基金ジャパン（WWFジャパン）が発足した。WWFジャパン発足当初の所管官庁は環境省、2015年6月の職員数は67.6名（フルタイム換算）である。名誉職・理事等のうち著名なところでは、名誉総裁に秋篠宮文仁親王、会長に徳川恒孝・徳川記念財団理事長、評議員に末吉竹二郎・国連環境計画・金融イニシアチブ (UNEP FI) 特別顧問、養老孟司・東京大学名誉教授、顧問に豊田章一郎・トヨタ自動車株式会社名誉会長、木村康・石油連盟会長、榊原定征・日本経済団体連合会会長、三村明夫・日本商工会議所会頭、佐々木則夫・情報通信ネットワーク産業協会会長（元東芝副会長）、佐々木元・日本電気株式会社名誉顧問、日枝久・株式会社フジテレビジョン代表取締役会長、加藤登紀子、黒柳徹子、柳生博、さかなクン、滝川クリステルなど。
博報堂は、WWFに広報の専門家を送り、WWFの広報能力の向上に貢献したとして、WWFから「WWF ゴールドパンダ賞」を受賞している。WWFジャパンのウェブサイトは博報堂アイ・スタジオが手がけ、その広告作品は2002年度のカンヌ国際広告祭・サイバーライオン部門に出品され金賞を受賞するなど高い評価を得ている。
WWFジャパンは日本のエコロジカル・フットプリントを2.3と見積り、政府に対して環境基本計画の中でエコロジカル・フットプリントを環境指標として積極的に採用するよう要望書を提出している。
2011年2月1日、公益法人制度改革に伴い、公益財団法人となる。

#### 寄付金・会費の使途内訳
WWFジャパンは活動費の内訳について、複数の異なった説明を行っている。例えば、2017年6月期（2016年7月～2017年6月）の支出内訳は、WWFジャパンによれば以下の通りであった。
- HP上の説明では、この1年間の「活動支出」計9.6億円のうち、自然保護活動が58%（5.5億円）、資金調達が27%（2.6億円）、収益事業収入が15%（1.4億円）であった[10]。これらの支出の中には、WWF自身のスタッフへの給与が含まれている（#大企業との癒着問題とスタッフへの高額報酬参照）が、その比率は明確でない。自然保護活動の内訳は森林、海洋、日本の生物多様性、海外ネットワークの活動、広報・普及活動、気候エネルギー、野生生物・トラフィックなどであるという。

- 一方で、「事業報告概要」によれば[11]、同じ1年間の「事業活動支出」計10.6億円のうち、自然保護が41%（4.3億円）、資金調達広報が30%（3.2億円）、管理費が14%（1.4億円）、収益事業が9%（1.0億円）、その他が7%（0.7億円）であったという。

- さらに「資金収支計算書内訳表」をみると[12]、この同じ事業活動支出10.6億円のうち、活動費が44%（4.7億円）、人件費[注 1]が41%（4.4億円）、諸経費[注 2]が7%（0.7億円）、事業原価（物販）が5%（0.5億円）、管理費[注 3]が3%（0.3億円）であった。

これらの異なる支出内訳説明の間の整合や、より詳細な説明は、WWFのウェブサイト上には見られない。

### 日本への影響
日本に対しては、べっ甲、捕鯨、マグロなどの海洋生物や、割り箸、象牙などの文化的に馴染みの深い動植物による加工品が、WWFのキャンペーンの対象と重なることもあるため、対象動植物の取引全面禁止などが行われた場合、日本の産業や文化へ与える影響は少なくない。
近年では、WWFはクロマグロに対してボイコット運動を呼びかけており、またマグロの大量消費国として日本に対する非難を強めている。また鯨に関しては、鯨類が捕食する魚の消費量などから捕鯨を食糧安全保障上の重要な問題として指摘する日本鯨類研究所の論文について、WWFジャパンはこれを非科学的なものであるとし、日本政府は危機を煽るだけ煽って資源管理に真剣に取り組んでいないと非難されるだろうとしている。
また、WWFは沖縄のジュゴン保護を国内外に訴えている。2008年にはバルセロナで行なわれたIUCNの第4回世界自然保護会議に、日本の環境5団体とともに「ジュゴン保護勧告」案を提出し、採択された。

## 活動例

### 地球温暖化対策
地球温暖化が生物多様性に及ぼす影響は、多くの環境保全活動と大きなかかわりを持つことから、WWFでは現在、温室効果ガスの排出を抑え、地球の平均気温の上昇を、産業革命以前のレベルに比べて摂氏2度未満に抑えることを目標にした活動を行なっている。2004年にはWWFの科学者が、温暖化によって2012年までにハドソン湾のホッキョクグマの繁殖が停止し、絶滅の危機に瀕する恐れがあると主張した（ただし実際にはその後、同湾のホッキョクグマの個体数は、南部・西部ともに2012年頃まで安定的に推移している）。
温室効果ガスの削減策としては、キャップアンドトレード型の排出権取引の導入を支持している。またWWFの気候変動プログラムでは、地球温暖化を引き起こす温室効果ガスの排出量を大幅に削減する約束を、各国政府と産業界、金融セクター、そして一般市民から引き出すことができるよう、世界各地で活動を展開している。
たとえば、世界最大の建築材料のサプライヤーであるフランスの多国籍企業ラファージュと提携し、カーボンフットプリントを縮減するためのアドバイスを行い、年あたり200万ドルを受けとっている。アドバイスの効果は疑わしいものだったが、WWFはラファージュを称賛する大々的な宣伝活動を行った。WWFは中南米アマゾン等での森林管理による炭素取引で巨額の利益を見込んでいる。またWWFの熱帯雨林に関する報告書は、科学的正統性が定かではない（専門家による査読を受けていない）にもかかわらずIPCCに採用されており、それによってIPCCは批判されることとなった。
WWFはエコロジカル・フットプリントに基づき「地球一個分の暮らし」 (One Planet Living)というコンセプトを提唱している。

### 野生動物保護
野生動物保護はWWFが設立されるきっかけであり、設立以来、どうすれば生物多様性に負担をかけることなく開発を行うことができるかを追求してきた。その持続可能な開発を妨げる主な問題として「違法で持続不可能な、あるいは規制されていない野生生物の取引」と「生息域の喪失」があるが、WWFはこれらの問題に対し、乱獲防止活動や動植物の保護、そしてそれらが生息する貴重なエコリージョン（生態域）の保全について、フィールド活動や、政府や企業への働きかけなどを行っている。
また、WWFは幾つかのアフリカ・アジア諸国の国立公園の管理・運営に関与している。その際、密猟対策として民間軍事会社の軍事力を用いる例もあり、また公園の設置により、原住民の生活に支障を来す結果となった例も指摘されている。

### 森林保護
WWFは1962年に最初の森林保護プロジェクトをマダガスカルで展開して以来、世界各地の森林保全に取り組んできた。残されている森を守ることはもちろん、生活のために必要とする木材や紙を人間が森林環境に配慮しながら利用する仕組みづくりに取り組んでいる。その一環として、WWFでは企業や公共団体に対し責任ある林産物の調達を推進し、また、森林環境保全に配慮し、地域社会の利益にもかない、経済的にも継続可能な形で生産された木材を認証して、このマークが入った製品を買うことで、消費者も世界の森林保全に間接的に関与できる仕組み（FSC森林認証制度）を推奨している。

### 認証・顕彰事業
WWFが推進する認証事業には、代表的なものとしてFSC森林認証制度やMSCエコラベル、パーム油を認証する「持続可能なパーム油のための円卓会議」(RSPO)、大豆の持続可能な生産を推進する「責任ある大豆に関する円卓会議」(RTRS) などがある。RSPOはミグロス、ユニリーバ、セインズベリー、RTRSはモンサント、シンジェンタ、カーギルなどの企業との提携によって設立された。地球温暖化対策としては、クリーン開発メカニズム (CDM) や「共同実施プロジェクト」(JI) における炭素クレジットのクオリティーの高さを保障するものとして、「ゴールド・スタンダード」の認証を推進している。
MSCは1996年に持続可能な漁業を擁護するためにWWFとユニリーバによって設立された。この機関が認証するエコラベルによって、巨大水産企業であるユニリーバ製品は「グリーン」のお墨付きを得ることになり、この差別化によって市場での優位性が得られるとされている。MSCエコラベルは「海のエコラベル」として商標登録が行われており、日本の「マリン・エコラベル」などが「海のエコラベル」の呼称を用いることはできなくなっている。
またWWFはゲティ家に代行してゲティ賞を管理している。その他、ロゴなどの使用許可等に伴うライセンス事業なども行っている。

### 広告活動
WWFは独自のレポートを発行しており、広告活動も盛んに行われている。Advertising Community Together(ACT)などの他団体への支援も行っている。WWFは持続可能な資源利用を原則として認めているが、鯨や象などの募金キャンペーンの主役を担うカリスマ性のある動物（フラッグシップ種）に関しては正反対の立場をしばしとることがある。象牙取引禁止提案に関して始めは反対していたが、資金集めの点で不利になったため、これまでの立場を翻し、1988年から全面禁止に舵を切ることになった。
近年、WWFは、グリーンピースと国際動物福祉基金 (IFA) と共同で、アメリカの一流紙に寄付金募集の広告を行っている。広告は反捕鯨をテーマにしたもので、時期的には日本の首相の訪米やIWCやCITESなどの重要な国際会議の開催時期に重ねて行われている。
2011年4月、マグロの乱獲に反対するキャンペーンのポスターで、マグロの頭に絶滅させないように大事に繁殖させられているパンダの顔を合成して“もし、わたしがパンダだったら、もっと大事にしてくれますか？”とのメッセージで乱獲反対を訴えた。また、他にもゴリラ、サイなどの物がある。
入会キャンペーン活動も積極的である。例として、WWFジャパンは2015年1〜4月には「消えゆくネコ科動物を守ろう！」キャンペーンを実施した。WWFの事業報告書によれば、このキャンペーンは「ネコ好きをターゲット」とし、5,950万円の投資で6,085名の会員獲得を達成しており、投資回収期間は1.3年であった。結果好調を受けて、更に約2,000万円の追加投資を実施した。
このようなキャンペーン活動は、専門のファンドレイザー（資金調達担当者）により、入念なマーケティング戦略のもとに行われている。「科学的、理性的な環境保全団体であるというブランドイメージ」と「かわいそうという感情に訴えかけるエモーショナルな部分」とを両立させ、効率よく支援者を拡大することに成功した、という。担当のファンドレイザーによれば、キャンペーンのために、対象をターゲティングした上で使うべき広告ツールを選び、専門のクリエイターや広告代理店を雇って動画の企画・制作を実施しており、「基本は一般企業のマーケティングと変わらない」という。

### 金融商品の開発
WWFアメリカのトマス・ラブジョイは、1984年に自然保護債務スワップと呼ばれる金融取引を考案した。初めて行われたコスタリカとの取引で、WWFは三倍の投資効果を実績として収めている。一方、巨大ダムの建設などの開発計画に借款を与えることにもなるため、本来の目的である債務と自然保護の交換ではなく、結局、環境負荷の大きい大規模開発計画を促進しているだけではないかとの指摘もある。
WWFは、2000年に、金融商品を開発するためウォール街から金融コンサルタントを雇い入れ、次世代の自然保護・金融モデルの開発を任務とした自然保護金融センター（The Center for Conservation Finance
）を立ち上げた。WWFは債務スワップと信託基金を通してレバレッジを行ない、市場変化のイニシアチブを介した自然保護金融を推奨している。

### 物品販売事業
WWFジャパンは「パンダショップ」と称する物品販売事業によって収益をあげている。扱う商品はファッション、雑貨、食品、キッズ・ベビー用品などさまざまである。WWFのHP上には、パンダショップの収益は「すべて環境保全活動に役立てられている」との説明がある。ただしここでいう収益とは、一般的な用法とは異なり、物品販売部門の純利益分、すなわち売上高から、物品の仕入れや保管にかかる経費のほかに、通販サイト運営の費用、カタログや商品の配送にかかる費用、パンダショップのスタッフの人件費などをすべて引いた残額のことである。ウェブサイトによれば2010年以前の数年間の平均値は、年間の売上高が1.5〜2億円ほどであり、そのうち純利益分は10〜15%であったというが、その後の状況については記載がない。
実際には、2011年から2014年まで物品販売事業の収支は赤字であったため、この期間にはパンダショップの売り上げは「環境保全活動に役立てられて」いなかった。その後、販売分析を基にした商品企画によって高額オリジナル商品が次々とヒットしたため、2015年には5年ぶりの黒字決算となり、2016年には目標の115%に相当する収入を実現した。ただし消費者の払う金額の何パーセントが「収益」（＝物品販売事業による純利益）として「環境保全活動に役立てられ」たのかについては記載がない。
また、パンダショップが実際に「収益」をあげた年であっても、その使途が具体的に何であり、他の利益とどう異なるのかについては、公式の事業報告書やHPには説明がない。

## 批判

### 自然保護活動の有効性への疑問
WWFのように巨大な組織と資金力をもつ団体は、硬直化した官僚的なヒエラルキーや、それによる無能さ・非効率さをしばしば批判されている。たとえば、WWFは貴重な生物多様性をもつボルネオ島の中心的なエリア（ハート・オブ・ボルネオ）での生態系保全プログラムを実施しており、WWFの責任者はそのプログラムの成果を喧伝している。しかし現地の専門家はこれについて「現場での成果を何一つあげていないと思う」と述べており、森林の消失や野生サイの減少を止めることには役立っていない、という。
シュピーゲル紙によれば、WWFは巨額の資金援助を受け、1970年代から継続してインドのトラの保護を続けている。しかしトラの減少は止まらず、当初の4,000頭から1,700頭まで激減した。それにもかかわらずWWFはインドでのトラ保護プログラムを「成功」と見なし、「WWFの努力がなければ今頃は絶滅していた可能性が高い」と述べている。またスマトラ島では、WWFは熱帯雨林保護の成果を強調しているものの、実際には「熱帯雨林保護区」が広がっただけで、その中の森林は減少している。
野生生物の保護に成功していない一方で、保護区域内の住民は住居を奪われ、「自然保護難民」と化しているという。シュピーゲル紙によればアフリカだけで過去1,400万人の自然保護難民が発生したとされ、同紙は「新植民地主義」として批判している。

### 広告・レポート等の科学的信頼性
WWFが公表する広告やレポートは、当該分野の専門家や一般市民等から、科学的信頼性については疑問を投げかけられることがある。
- CNNに出したWWFの広告が科学的に不正確な内容とアジア人に対する人種差別的な認識があることが指摘されたため、その広告は取り下げられることになった[42][e 19]。
- WWFの氷河に関するレポートはIPCCの執筆者によって高く評価されており、参考文献としても引用されたが、その後、2009年にWWFのレポートは論文発表の行われていない記事に基づいて作成されたものであることが明らかとなり、IPCC第4次評価報告書の信頼性自体への批判 (Criticism of the IPCC AR4) にまで発展した。
- WWFは寄付金集めを促進するために気候変動の脅威を扇情的に誇張し、誇大広告を行っているとの指摘がオックスフォード大学の生物多様性研究グループのポール・ジェプソン博士、リチャード・ラドル博士等によってなされている[e 20][e 21]。この指摘に対して、WWFイギリスの広報は、感情に訴えることは募金につながるため、主張を単純化してアピールすることは正当化されるとの認識を示している[e 22]。
- 2005年、ロンドン大学の毒物学者アラン・ブービス教授の指摘により、WWFが化学物質に対して無責任でヒステリックなデマを行っていたことが明らかにされた[e 23][43]。
- 1997年にWWFは世界の森林の三分の二が永久に失われたとプレスリリースを出したが、その根拠となる研究報告書は存在しなかった[44]。
- 新潟大学人文学部の三浦淳は、WWFジャパンが掲載した「商業捕鯨再開反対」の意見広告について、WWF側と往復書簡を交した。ところがWWFは三浦の質問に回答しないまま、一方的に書簡を打ち切ったという。この往復書簡の内容から、三浦はWWFの姿勢について、科学的根拠以外の価値観に基づく文化差別主義であると激しく批判している[45]。なお往復書簡はウェブ上に公開されており、常時閲覧が可能である[46]。

### 大企業との癒着問題とスタッフへの高額報酬
ドイツ人ジャーナリストであるヴィルフリート・ヒュースマンは2012年、世界各地での取材に基づき、WWFの暗部を告発する著書『WWF黒書―世界自然保護基金の知られざる闇』を出版した。この本によれば、WWFはモンサントやコカコーラ、シェブロンなどの世界的な多国籍企業から巨額の資金援助を受けており、それらの大企業の利益のために、自然保護よりもむしろ自然破壊に関与しているという。大企業との癒着についてはこの『WWF黒書』以外にも、シュピーゲル紙などのメディアも批判している。すなわち、WWFは大企業に対して「莫大な寄付金と少量の譲歩」と引き換えに自然破壊の許可を与えており、「自然環境よりも企業を守っている」と言われる。
また『WWF黒書』によれば、一般市民や企業からの寄付金の使途について、WWFは、その8%を管理費用に使い、他の多くの部分を活動費（project expenses）等に使用していると称している。しかしこの「活動費」の中には、有給スタッフの人件費が隠されている。実際には、WWFは5,000人もいる正規スタッフへの給与だけで寄付金の50%を食い尽くしており、特に幹部クラスの報酬は非常に高い。例えば米国では、WWFの最高幹部への年間報酬は、大統領の俸給40万ドルを上回る50万5000ドル（約6,000万円）にものぼる
。
WWFは『WWF黒書』に対して発売差し止め訴訟を行ったが、結局差し止めはできず、一部WWF側の主張に応じた修正を経た上で、ドイツ語版の他、英語訳・日本語訳などが出版された。
WWFはウェブ上に『WWF黒書』への反論を掲載しており、その元となったドキュメンタリー番組には、事実の明らかな誤り、バランスを欠いた記述や誤訳があるという。たとえば大企業との癒着問題については、シェル、BP及びモンサント社からの支援は受けていない、としている。しかし他の大企業から資金援助を受けていることは認めており、そのようにして大企業と「協力」することにより、「世界の企業活動や経済、消費活動を変革」し、自然や環境を守ることができる、とWWFジャパンは主張している。なお、この反論の中で、WWFは「明確なルールとして、化石燃料を主なビジネスとしている企業からの寄付を受け付けていない」としているが、2016年現在、WWFジャパンの顧問には木村康・石油連盟会長や中村恒明・東京ガス環境部部長が名を連ねている。また大阪ガスは1983年から継続して支援を行っていることでWWFジャパンから感謝状を授与されており
、上記の「明確なルール」とは矛盾する（シュピーゲル紙によれば、「自分の作った基準を自分で破ること」はWWFの常套手段であり、そのような基準のいい加減さによって、WWFは産業界から巨額の資金援助を引き出しているという）。
また『WWF黒書』で示された上述の資金の使途とスタッフへの高額報酬問題については、WWF側からの反論は見られない。

### 認証事業の公平性
WWFが認証制度の立ち上げに関与する場合、WWFと利害関係を持つ特定の企業に有利に制度設計が行われているのではないかと疑いが持たれているケースが幾つかあり、その独善的な振る舞いを指摘する声がある。独立性や公平性などの点でも複数のNGO団体などから疑問が呈されている。
- WWFとユニリーバの提携事業により設立されたMSCは特定の独占的営利水産企業をグリーンに仕立て上げ、海洋資源の保全や公正な分配という点で問題があることが国際NGOの「国際野生生物管理連盟」（IWMC-World Conservation Trust[e 29]）によって指摘されている[53]。また、MSCに対しては、反漁業キャンペーンを展開してきた団体に水産資源の管理責任を任せることに対する懸念が水産庁関連団体の「海の幸に感謝する会」によって表明されている[54]。
- RSPOはグリーンウォッシングの一種ではないかと疑問視する250を越えるNGOなどの組織からの反応がある[e 30][e 31]。RSPOに懐疑的なNGOによれば、パーム油の開発はきわめて広大なプランテーションを必要とし、熱帯雨林などの生態系の破壊など環境負荷が大きく、そのほかにも地域共同体の生活の破壊、オランウータンの棲息地が脅かされるなど、根本的に持続可能なパーム油の開発は不可能との見解が示されている。
- 熱帯雨林を守っている先住民ネットワークを含む国際NGOの「世界熱帯林運動（英語版）」(WRM) は、FSC認証スキームを利用して大規模なモノカルチャーのプランテーションを推進すべきではなく、それらは必ずしも森林保護に結びついていないと主張している[e 32][55]。
- WWFの提唱する「紙のスコアカード」に対して、PEFC評議会から公平性の点で疑問が呈されている[56]。
- WWFが設立のイニシアティブをとる水産養殖認証ラベルの「水産養殖管理協議会」（Aquaculture Stewardship Council; ASC）[57]は先住民や地域コミュニティの声が排除されており、世界中の地域から70を越える人権・環境グループがASCの設立に反対を表明している[e 33]。

## 総裁

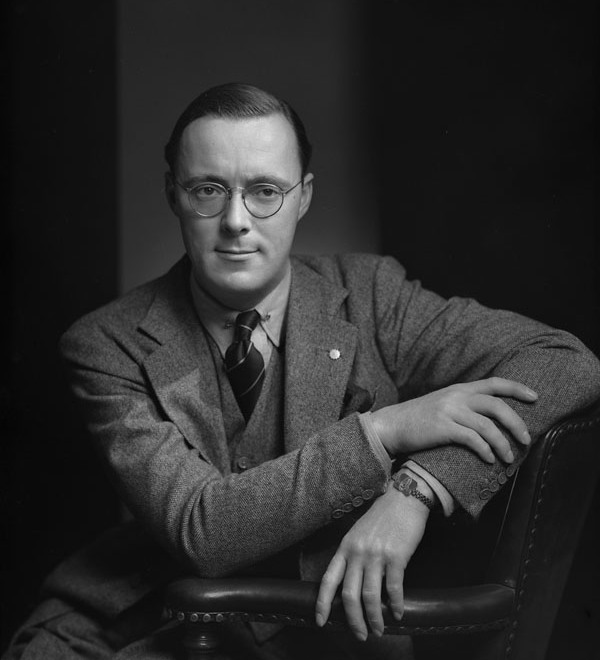
初代総裁ベルンハルト

| 年        | 名                       |
| --------- | ------------------------ |
| 1962-1976 | オランダ王配ベルンハルト |
| 1976–1981 | ジョン・H・ラウドン      |
| 1981–1996 | エディンバラ公フィリップ |
| 1996–1999 | シド・ババル・アリ       |
| 2000      | ルード・ルベルス         |
| 2000–2001 | サラ・モリスン           |
| 2001–2010 | エメカ・アニャオク       |
| 2010-2017 | ヨランダ・カカバドス     |
| 2017-現在 | パヴァン・スクデフ       |

## 1001クラブ
1970年代初頭、オランダのベルンハルト皇太子とイギリスのフィリップ皇子は、数人の仲間と一緒に、1001：ネイチャー・トラストを設立した。その目的はWWFの管理と資金調達の側面をカバーすることになっている。このクラブは、それぞれ一万ドルをトラストに寄付をした1001人のメンバーを得ている。クラブのメンバーには、麻薬密輸業者のRobert Vescoやマネーロンダリングや武器密輸、麻薬取引への関与が指摘される国際商業信用銀行の創立者であるハッサン・アベディなど多彩な人物によって構成されている。このクラブを理解するためには実名を挙げるべき参加者が他にもたくさん在籍している。英語版の外部リンクに紹介されたメンバーシップリストを見てみよう。各メンバーがどのように報道されてきたか、メディアと日付を添えてびっしり書かれている。ここでは名前だけを列挙する。アスター家、ベクテル、C・ダグラス・ディロン、ヘンリー・フォード2世、ギンツブルク家、ジョン・ウェズリー・ヘインズ2世、ネルソン・バンカー・ハント、Joseph Kagan, Baron Kagan、Francis L. Kellogg、Prince Sadruddin Aga Khan、クラインワート家、ハンス・アダム2世、Daniel K. Ludwig、ロバート・マクナマラ、メロン財閥、Clint Murchison Sr.、モハンマド・レザー・パフラヴィー、デイヴィッド・ロックフェラー、Laurance Rockefeller、Tibor Rosenbaum、ロスチャイルド家、Anton Rupert、エドモンド・サフラ、モブツ・セセ・セコ、Maurice Strong、ヨハネス・フォン・トゥルン・ウント・タクシス、ヴァレンベリ家。以上は国際会員であり、オランダ会員も相当に社会的地位の高いメンバーである。

## 幹部理事の特徴
WWFの第二代総裁は、ロイヤル・ダッチ・シェル元会長のジョン・H・ラウドンが務める。WWFはロイヤル・ダッチ・シェルだけでなく、エクソン・モービル、モンサントのような企業からも資金提供を受けており、WWFの理事会のメンバーには、実業家や多国籍企業の重役や銀行経営者などが多数含まれており、しばし彼らは重大事故による環境破壊を引き起こしている当事者であることも少なくないが、その事故の責任については幹部理事ということで免責されている。

### 環境破壊に対する免責
WWF設立メンバーの一人であるラッセル・トレインは、ボパール化学工場事故を起こしたユニオンカーバイド社の当時取締役でもあったが、その事故に対する雑誌のインタビューで、ユニオンカーバイド社は優れた環境プログラムを有していると述べ、数千人以上の死者が出たことに対する責任はないとしている。1989年に起きたエクソンバルディーズ号原油流出事故において、WWFアメリカはエクソンに対するボイコットへの参加を見送っている。これは、当時エクソン・ケミカルのユージン・マクブレイヤー社長が、WWFアメリカの理事を務めていたことが、その一因として挙げられている。また、環境分野の名誉称号（comandante dell'ordine dell' Arca D'Oroなど）を受けているWWFインターナショナルの名誉副会長リュック・ホフマンは、1976年当時イタリアでセベソ事故を起こしたICMESA社の幹部でもあった。

### スポーツハンティング
WWF名誉会長エディンバラ公フィリップは、WWFの創始者の一人であり、大型動物の狩猟家グループ (Big-game hunter) としても知られている。イギリスでは、植民地時代のハンターのたまり場として知られるロンドンのシカール・クラブを支持基盤に持つ。WWFはトラ保護キャンペーンを行う一方で、フィリップなど幹部によるトラなどの野生動物のスポーツハンティングも行われている。野生生物の保護を謳いながら、スポーツハンティングなどの娯楽目的の狩猟は認めているため、PETAなどの極端な動物愛護団体から批判を受けている。これは、フィリップのようなWWF幹部にとって、本来、ハンティングとは上流階級の嗜みとして行われる崇高なスポーツであり、上流階級の特権とみなされてきた歴史がある。一方、アフリカ等での取り組みに対しては利己的で新植民地主義との指摘もある。

### ロッキード事件
WWF設立メンバーの一人であるオランダ王配ベルンハルトは、ロッキード事件においてロッキード社製軍用機購入に対する賄賂を、WWFの資金として企てる用意があったことを明らかにしている。ロッキード事件の余波を受け、ベルンハルトは1976年に総裁を辞任しているが、WWFの資金システムを構築した功労者としてWWF内部では現在でも高く評価されている。

### 関係者の違法行為
WWFイタリアのフルコ・プラテージによるアブルッツォ国立公園の杜撰な運営に対して会計検査院によって指摘が行われ、判決によって賠償等が命じられている。プラテージは、WWFの最初期からのメンバーで国立公園の理事であるフランコ・タッシと組んで、粉飾決算や公園予算の私的流用などを行い有罪判決を受けている。

## 思想的背景
WWF創設者の思想的背景には、優生学などのイデオロギーとの結びつきが指摘する向きもある。WWF創設メンバーの一人であるジュリアン・ハクスリーは1940年に安楽死協会の理事を務めており、1937年からはイギリス優生学協会の副会長を務め、1969年には人工中絶法改正協会の副会長となっている。WWFを立ち上げた1961年には優生学協会の会長でもあった。当時ハクスリーは、ロックフェラー財団やフォード財団などの著名な個人財団や世界銀行だけでなく、国連および国連の各関連機関が適当な人口管理のための補助金と援助をあたえる強力な武器になるであろうとの認識を示しており、消極的優生学的な方法として人口管理政策を行う機関の必要性を強く主張していた。とくに低所得者の人口増加やスラム街における社会問題となる集団の出産率の高さなどに対して強い懸念を抱いていた。
WWFが野生生物の保護を謳う一方で、人口増加を抑制するための宣伝を精力的に行ってきたのは、このような優生学思想に基づいた人口増加（人口爆発）に対する強い懸念が根底にあるのではとの指摘がなされている。
また、WWFの理事フルコ・プラテージは葬式や棺、埋葬は重大な汚染を引き起こすと主張し、その解決策として人間の死体を絶滅危惧種の猛禽類の餌にすることや、犬や猫のための人肉缶詰を作ることなどを提案している。

## その他

### 団体の方向性
WWFは反捕鯨広告やクロマグロのボイコット運動などでグリーンピースなどの他の環境保護を目的とするNGOと歩調を合わせることもあるが、クロマグロ漁の妨害活動を行うシーシェパードや、非暴力を旨としながらも主張のためであれば違法行為さえも厭わないグリーンピースなどの環境保護団体と比べると相対的に穏健な手段を用いた活動を行っており、各種エコラベルの認証事業や森林保護・野生動物保護・地球温暖化対策など幅広い活動が行われており、方向性や役割は異なると見ることが出来る。
例えば WWF ドイツ支部 "WWF Deutschland" により5月15日付で発行されたニュースレターでは、コンゴ共和国の森林地帯に生息する Mowane と名付けられたゴリラの危機的な生活環境を紹介し森林保護活動への寄付を募っているし、WWF 日本支部 "WWFジャパン" においても、支部ウェブサイト上では生物多様性条約に関する第9回締約国会議 (COP9) に際し WWF が発行した調査書 『2010 and Beyond: Rising to the Biodiversity Challenge（2010年目標とその先にあるもの：生物多様性保全という課題に向けて）』の報告や石垣島・白保のアオサンゴの分布状況の調査報告を行っている。一方、比較的活動が穏健に見られる理由として、WWF幹部には企業の重役が多数占めており、ボパール化学工場事故の例にあるように、数千人規模の死者が出ても全く問題にしないなど、それら企業に対して甘いだけではないかとの指摘もある。
近年では、WWF日本支部のWWFジャパンが沖縄県の米軍北部訓練場ヘリパッド建設中止を求める活動に参加し、国会前などで抗議運動を展開しているように、これまでの穏健な活動にも変化が見られる。

### 捕鯨問題
WWFはグリーンピースと並ぶ反捕鯨運動の代表的団体である。絶滅危惧種であるか否かにかかわらず、豊富に生息しているクロミンククジラやイルカを含む鯨類全体を、象徴的なフラッグシップ種として扱っている。商業捕鯨に対しては、条件付きで留保の可能性を認めてはいるものの、現状では一切反対であり、扇情的なアピール活動を行っている、と批判されることもある。
日本の調査捕鯨については、「無責任な科学かつ無責任な捕鯨」であり、「信頼するに足る科学としての最低限の基準を満たしておらず」、「科学の名を偽装した商業捕鯨」であると名指しで激しく非難しており
、日本政府に対して「商業捕鯨」をやめるよう、繰り返し要求し続けている。
日本支部であるWWFジャパンは1993年、京都での国際捕鯨委員会総会直前に商業捕鯨再開反対の意見広告を掲げ、三浦淳ら捕鯨容認派からの強い批判を受けた
。その後、2005年には「クジラ保護に関するWWFジャパンの方針と見解」を表明し、日本政府に対しては、「過去の乱獲や不適正なデータ処理」に対して「責任の自覚」を促しており、政府は国際社会の信頼を回復するよう努力すべきである、と主張している。商業捕鯨に関しては、上述のWWFインターナショナルと同様、条件付きで「再開の可能性を否定することはできない」、としている。
なおWWFカナダは、カナダ国内やグリーンランド・アラスカにおけるイヌイットによる捕鯨について、「重要な文化的伝統と価値を守るもの」としている
。

### 割り箸に関する取り組み
1989年からWWFは日本の割り箸の大量消費が熱帯雨林を破壊しているとの主張を行うようになった。割り箸問題に関しては、国内産の割り箸は端材や背板を利用し、森林保全としての役割も担っており、また日本国内で消費される割り箸の90%以上が中国などからの輸入であるが、中国産の輸入割り箸が輸入木材に占める割合は全体の1%未満であり、抜本的な森林保護には必ずしも結びついてはいない、との指摘がある。
もっとも日本国内で主に消費される中国などからの輸入割箸の原材料となるのは端材や背板ではなく、生産性を重視し丸太を桂剥きにしたものから大量に製造されているこれらのことから、WWFのみならず各環境保護団体が主張する割り箸問題は森林保護よりは、割り箸という身近なものを例に挙げた資源浪費への警鐘としての意味合いが強い。

### マグロ資源に関する取り組み
近年では寿司や刺身などの需要の増加に伴いクロマグロが乱獲により絶滅の危機に瀕していると訴え、世界中の小売店に対して地中海をはじめとする世界中のクロマグロの販売停止を呼びかけている。このボイコット運動により、クロアチアを筆頭に地中海地方のクロマグロ養殖産業に影響が及んでいる。マグロはウナギと同様に人工孵化が難しく、現状で養殖マグロの殆どが稚魚を捕えて養畜するものなので、長期的な視野に立つ資源管理が必要だとWWFは訴えている。

### サメの保護
ふかひれの原材料となるサメの乱獲を憂慮し、フカヒレ料理の提供を止めるよう働きかけを行っている。2010年からは中華料理の本場の一つである香港で、代替素材を使った料理の提供をホテルや宴会業者などに働きかけるキャンペーンを行い、反発や反対は多かったものの一部業者の賛同を取り付けるなど一定の成果を収めた。

### 略称表記に関する経緯
2001年に同じ略称であったアメリカのプロレス団体WWF（現WWE）に対して名称の変更と名称の混乱に伴う3億6000万ドルの損害賠償を請求するための訴訟を起こし、当該プロレス団体の名称を変更させた経歴がある。当然のことながら当団体とWWEの資本・人材関係は現在のところない。

### その他
- 2008年当時、会員に配られている会報誌の紙は、日本製紙からの提供を受けていた。グリーン購入法に基づき自治体等でも環境配慮製品の優先的な購入をしていたが、古紙配合率の偽装表示が発覚し、その余波を受け、WWFジャパンの印刷物・紙製品についても偽装表示された製品が含まれていたことが判明した[84]。その後は、FSC森林認証紙など管理された林産物資源を利用することを示した。
- 公式サイトの404ページ[85]では「○○（動物の名前）は、○○○○年に絶滅しました。世界中を探しても見つけることはできません」のテキストとその動物のイラストがランダムに表示される。